# Nematus frenalis
Nematus frenalis är en stekelart som beskrevs av Thomson 1888. Nematus frenalis ingår i släktet Nematus, och familjen bladsteklar. Arten är reproducerande i Sverige.